# Atelopus pachydermus
Espèce
Synonymes
- Phirix pachydermus Schmidt, 1857
- Phryniscus pachydermus (Schmidt, 1857)

Statut de conservation UICN

 CR A2ace : 
En danger critique
Atelopus pachydermus est une espèce d'amphibiens de la famille des Bufonidae.

## Répartition
Cette se rencontre à environ 2 600 m d'altitude dans les Andes :
- dans le nord du Pérou dans les régions de Cajamarca et d'Amazonas dans la cordillère Centrale et dans la Cordillère Occidentale
- dans le sud de l'Équateur dans la province de Zamora-Chinchipe dans la Cordillère Orientale

## Publication originale
- Schmidt, 1857 : Diagnosen neuer frösche des zoologischen cabinets zu krakau. Sitzungberichte der Mathematisch-Naturwissenschaftlichen Classe der Kaiserlichen Akademie der Wissenschaften, vol. 24, p. 10–15 (texte intégral).